# Kataragama Peak
Kataragama Peak är ett berg i Sri Lanka.   Det ligger i provinsen Uvaprovinsen, i den södra delen av landet, 170 km öster om huvudstaden Colombo. Toppen på Kataragama Peak är 402 meter över havet, eller 336 meter över den omgivande terrängen. Bredden vid basen är 18,3 km.
Terrängen runt Kataragama Peak är huvudsakligen platt, men den allra närmaste omgivningen är kuperad. Kataragama Peak är den högsta punkten i trakten. Runt Kataragama Peak är det ganska tätbefolkat, med 78 invånare per kvadratkilometer. Omgivningarna runt Kataragama Peak är huvudsakligen savann.